# SN 2007dx
SN 2007dx – supernowa typu Ia odkryta 9 maja 2007 roku w galaktyce A125112-0901. W momencie odkrycia miała maksymalną jasność 19,60m.